# Neorrhina calopyga
Neorrhina calopyga är en skalbaggsart som beskrevs av Lea 1914. Neorrhina calopyga ingår i släktet Neorrhina och familjen Cetoniidae. Inga underarter finns listade i Catalogue of Life.